# Paurocephala adelaidae
Paurocephala adelaidae är en insektsart som beskrevs av Braza och Galilung 1981. Paurocephala adelaidae ingår i släktet Paurocephala och familjen rundbladloppor. Inga underarter finns listade i Catalogue of Life.